# Procris pedunculata
Procris pedunculata är en nässelväxtart som först beskrevs av J. R. och Johann Georg Adam Forster, och fick sitt nu gällande namn av Wedd, H.Schröter. Procris pedunculata ingår i släktet Procris och familjen nässelväxter.

## Underarter
Arten delas in i följande underarter:
- P. p. angustum
- P. p. ornata